# James Ross (1848-1913)
Pour les articles homonymes, voir James Ross.
James Ross (né en 1848 à Cromarty en Écosse et décédé le 20 mars 1913 à Montréal au Canada) est un ingénieur et financier canadien qui a été associé à la croissance et au développement du Canada, notamment en participant à la construction de nombreuses lignes de chemins de fer dans ce pays. Il a été le directeur de la construction du Canadien Pacifique à travers les Rocheuses canadiennes, entre les provinces d'Alberta et de la Colombie-Britannique.

## Biographie
James Ross nait en Écosse en 1848, il fait des études d'ingénieur en Grande-Bretagne puis va aux États-Unis en 1868. Il émigre au Canada en 1874.